# Heinrich Schilking

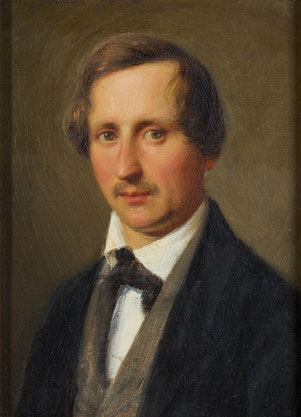
Heinrich Schilking: Selbstporträt

Johann Heinrich Schilking (* 25. November 1815 in Warendorf; † 3. Oktober 1895 in Düsseldorf) war ein deutscher Maler der Düsseldorfer Schule.

## Leben
Schilking wurde in Warendorf geboren. Als er fünf Jahre alt war, zog die Familie nach Oelde, wo er eine Lehre als Apotheker machte. Von 1835 bis 1841 erfolgte die Ausbildung an der Kunstakademie Düsseldorf bei Johann Wilhelm Schirmer und Carl Friedrich Lessing. Schirmers Landschafterklasse besuchte er von 1836 bis 1840. Die Jahre 1843/44 nutzte er dann zum Studium an der Antwerpener Akademie. 1848 war er Gründungsmitglied des Künstlervereins Malkasten in Düsseldorf. Von 1851 bis 1869 lebte er in Braunschweig und war als Illustrator für die Illustrirte Zeitung in Leipzig tätig. 1869 siedelte er nach Oldenburg um. Dort war er Zeichenlehrer der Großherzogin Elisabeth. Am 26. März 1870 ernannte ihn Peter II., der Großherzog von Oldenburg, zum Hofmaler. Im Jahr 1877 verlieh der Großherzog ihm den Titel Professor. Schilking war von 1870 bis 1878 Vorstand des Oldenburger Kunstvereins. 1881 erhielt er von seinem Gönner die Medaille für Verdienste um die Kunst. Zu den Künstlern, mit denen Schilking in seinen Oldenburger Jahren befreundet war, zählte der Vareler Landschaftsmaler Julius Preller, ein Neffe des im 19. Jahrhundert berühmten Malers Friedrich Preller d. Ä.
Schilking starb am 3. Oktober 1895 in Düsseldorf.